# Gòtic de Crimea
El gòtic de Crimea va ser un idioma descendent de la llengua gòtica que es parlava a Ucraïna fins al segle xviii i que ha estat usat per reconstruir la llengua mare a partir dels testimonis del diplomàtic Ogier Ghiselin de Busbecq i les escasses inscripcions en aquesta llengua. A causa de la manca de fonts originals i les deficiències de les transcripcions, hi ha dubtes sobre la natura d'aquest idioma, que porten als lingüistes a debatre si es tracta d'un dialecte tardà del gòtic, un idioma independent o bé una mena de crioll.